# Trick
För andra betydelser, se Trick (olika betydelser).
Ett trick är ett konstgrepp eller ett knep.
Vanligtvis ses tricket som en del av en underhållares show, antingen i form av ett korttrick, eller ett trollerinummer. Den typen av trick utförs exempelvis av trollkarlar och illusionister.
Partytrick omfattar trick som utförs för att underhålla (andra) deltagare på en fest. Ett practical joke är ett fysiskt och skämtsamt trick som går ut på att lura någon eller väcka uppmärksamhet.
Konster benämns trick, exempelvis stunttrick och snowboardtrick.
Trick kan även syfta på ett knep för att underlätta en svårighet eller vinna egen fördel i något, exempelvis en strategi. Bedragare kan också ägna sig åt trick, men i form av lurendrejeri.
Inom filmen är trick vanliga. De kan åstadkommas med kameran, t.ex. genom variation av antalet bilder per sekund, färgfilter, skärpeminskning, delexponering på bildrutan (en skådespelare kan spela både sig själv och sin tvilling), eller med ateljéarrangemang som bakprojektion, användning av miniatyrmodeller, skenperspektiv, spegelarrangemang o. s. v., samt i laboratoriet genom t. ex. övertoning, som gör att bilden smälter in i nästa, och sweep, då bilden sveps undan av den följande.

## Källhänvisningar
1. ↑  Svenska Akademiens ordbok: Trick
2. ↑  Bra Böckers lexikon, 1980.